# Marathon Luân Đôn 2020
Giải Marathon Luân Đôn 2020 là giải chạy thứ 40 của cuộc đua marathon thường niên ở Luân Đôn, Vương quốc Anh, diễn ra vào Chủ nhật, ngày 4 tháng 10. Do đại dịch COVID-19, cuộc đua đã bị hoãn lại từ ngày 26 tháng 4 và chỉ cho phép những người nổi bật tham gia; sự tham gia đông đảo đã bị hủy bỏ. Sự kiện có chút thay đổi so với thường lệ, bao gồm chạy nhiều vòng quanh Công viên St. James.
Cuộc đua dành cho vận động viên nam chạy bộ xuất sắc thuộc về Shura Kitata người Ethiopia và cuộc đua dành cho vận động viên nữ chạy bộ xuất sắc đã thuộc về Brigid Kosgei người Kenya. Cuộc đua nam dành cho xe lăn đã giành chiến thắng bởi Brent Lakatos người Canada, và chiến thắng cuộc đua nữ dành cho xe lăn đã thuộc về vận động viên người Hà Lan Nikita den Boer.

## Bối cảnh
Cuộc thi Marathon Luân Đôn 2020 ban đầu dự kiến được tổ chức vào ngày 26 tháng 4 nhưng đã bị hoãn đến ngày 4 tháng 10 do đại dịch COVID-19. Đây là cuộc thi Marathon Luân Đôn đầu tiên được tổ chức vào mùa thu. Vào ngày 6 tháng 8, cuộc đua marathon đã được xác nhận rằng sẽ tiếp tục nhưng chỉ dành cho vận động viên nổi bật, việc tham gia sự kiện một cách đông đảo bị hủy bỏ. Mỗi phần đua có khoảng 30-40 vận động viên tranh tài cho mỗi danh hiệu. Đây là lần đầu tiên Marathon Luân Đôn là sự kiện chỉ dành cho giới vận động viên nổi bật. Do đại dịch COVID-19, cuộc đua được tổ chức mà không có khán giả trong một môi trường an toàn sinh học. Tất cả các vận động viên đều đã được kiểm tra COVID-19 nhiều lần trước cuộc đua, và phải đeo khẩu trang và quan sát khoảng cách khi không thi đấu. Tất cả các đối thủ cạnh tranh và những người điều phối sự kiện đều đeo một thiết bị "va chạm" để cảnh báo họ nếu họ đến quá gần người khác.
Do nhu cầu về môi trường an toàn sinh học, cuộc đua đã không đi theo lộ trình truyền thống của nó. Thay vào đó, Marathon Luân Đôn 2020 bao gồm 19,6 vòng đua với chiều dài 2,15 kilômét (1,34 mi) xung quanh Công viên St. James, quanh The Mall, Horse Guards Parade, Birdcage Walk và Cung điện Buckingham. Vòng cuối cùng là 1.345 mét (0,84 mi) dọc theo The Mall, phía sau vạch đích truyền thống của đường chạy Marathon. Khu vực xung quanh Công viên St James đã bị đóng cửa để cấm khán giả đến tham dự.
Số tiền thưởng cho người chiến thắng cuộc thi Marathon Luân Đôn 2020 thấp hơn 50% so với năm 2019. Lần đầu tiên, có một khoản tiền thưởng riêng được trao cho các vận động viên người Anh về đích cao nhất trong cuộc đua. Số tiền thưởng của người chiến thắng là 30.000 đô la Mỹ. Kết quả cho các vận động viên Anh tại Cuộc thi Marathon Luân Đôn 2020 đã được Đội GB sử dụng để xác định tư cách tham dự Thế vận hội Mùa hè 2020 bị trì hoãn ở Tokyo vào năm 2021. Trước khi cả hai sự kiện bị hoãn, Marathon Luân Đôn đã được lên kế hoạch sử dụng làm sự kiện thử nghiệm của Anh để xác định tư cách tham dự Thế vận hội 2020.

## Đối thủ cạnh tranh

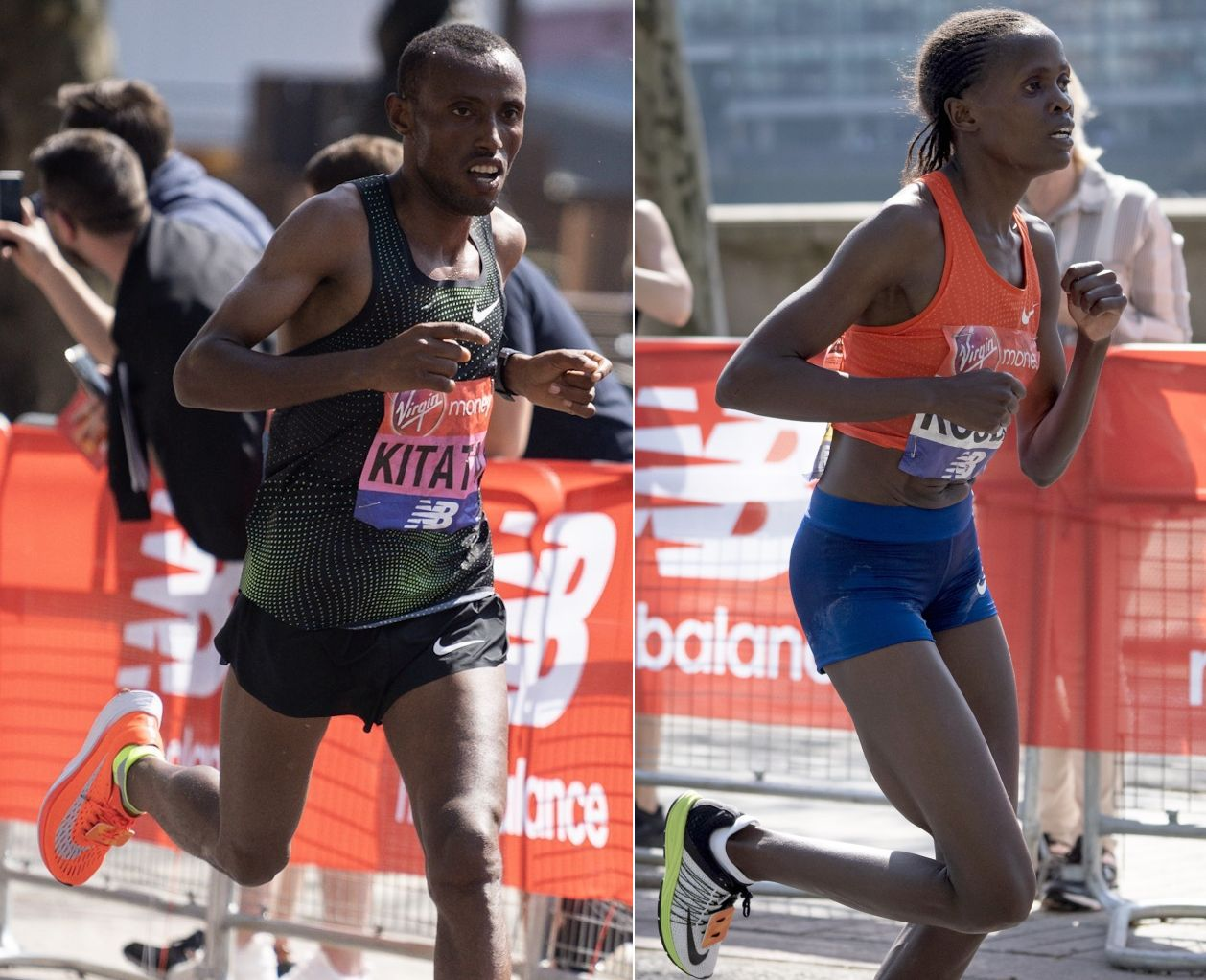
Shura Kitata giành chiến thắng trong cuộc đua nam, và Brigid Kosgei giành chiến thắng trong cuộc đua nữ.

Có ba cuộc đua riêng biệt: cuộc đua nữ bắt đầu lúc 7:15 BST (UTC + 1), cuộc đua nam bắt đầu lúc 10:15 BST và cuộc đua xe lăn bắt đầu lúc 13:10 BST. Cuộc đua dành cho nữ có sự tham gia của người chiến thắng năm 2019 và người giữ kỷ lục marathon thế giới hiện tại Brigid Kosgei, người chiến thắng năm 2018 Vivian Cheruiyot, cũng như Ruth Chepng'etich, Roza Dereje và Valary Jemeli Aiyabei, tất cả đều có thời gian chạy cá nhân tốt nhất, dưới 2:20. Vận động viên Ethiopia Degitu Azimeraw đã lên kế hoạch tham gia cuộc chạy đua, nhưng đã rút lui sau khi xét nghiệm dương tính với COVID-19.
Cuộc đua nam có Eliud Kipchoge, Mosinet Geremew, Mule Wasihun, Sisay Lemma, và Tamirat Tola, tất cả đều có thời gian chạy cá nhân tốt nhất, dưới 2:05 Sondre Nordstad Moen, người đã phá kỷ lục chạy một giờ của châu Âu trước đó vào năm 2020, cũng tham gia thi đấu. Briton Sir Mo Farah, người vào tháng 9 năm 2020 đã lập kỷ lục thế giới của nam giới về đường chạy một giờ, đóng vai trò như một người điều hòa nhịp tim cho cuộc đua nam. Hai ngày trước cuộc đua, vận động viên người Ethiopia Kenenisa Bekele đã rút lui khỏi cuộc thi Marathon Luân Đôn vì chấn thương bắp chân. Bekele từng là một trong những ứng cử viên được yêu thích trong cuộc đua. Galen Rupp người Mỹ, người đã giành chiến thắng trong vòng loại Olympic của đất nước anh vào tháng 2 năm 2020 đã không thi đấu sau khi trải qua cuộc phẫu thuật vì chấn thương.
Nhà vô địch cuộc đua xe lăn nam 2019 Daniel Romanchuk đã được lên kế hoạch tham gia cuộc đua, nhưng sau đó quyết định không tham dự sự kiện này. Cuộc đua có sự góp mặt của Marcel Hug, người đã giành chiến thắng ở Marathon Luân Đôn năm 2014 và 2016, và là người duy nhất đánh bại Romanchuk trong một cuộc đua marathon kể từ tháng 3 năm 2019, cũng như vận động viên chiến thắng tám lần người Anh David Weir.
Người chiến thắng cuộc đua xe lăn nữ 2019 Manuela Schär đã tranh tài tại cuộc đua năm 2020. Cựu vận động viên chiến thắng của cuộc đua nữ Shelly Woods đã đua trong sự kiện đầu tiên của cô trong bốn năm qua.

## Tóm tắt cuộc đua

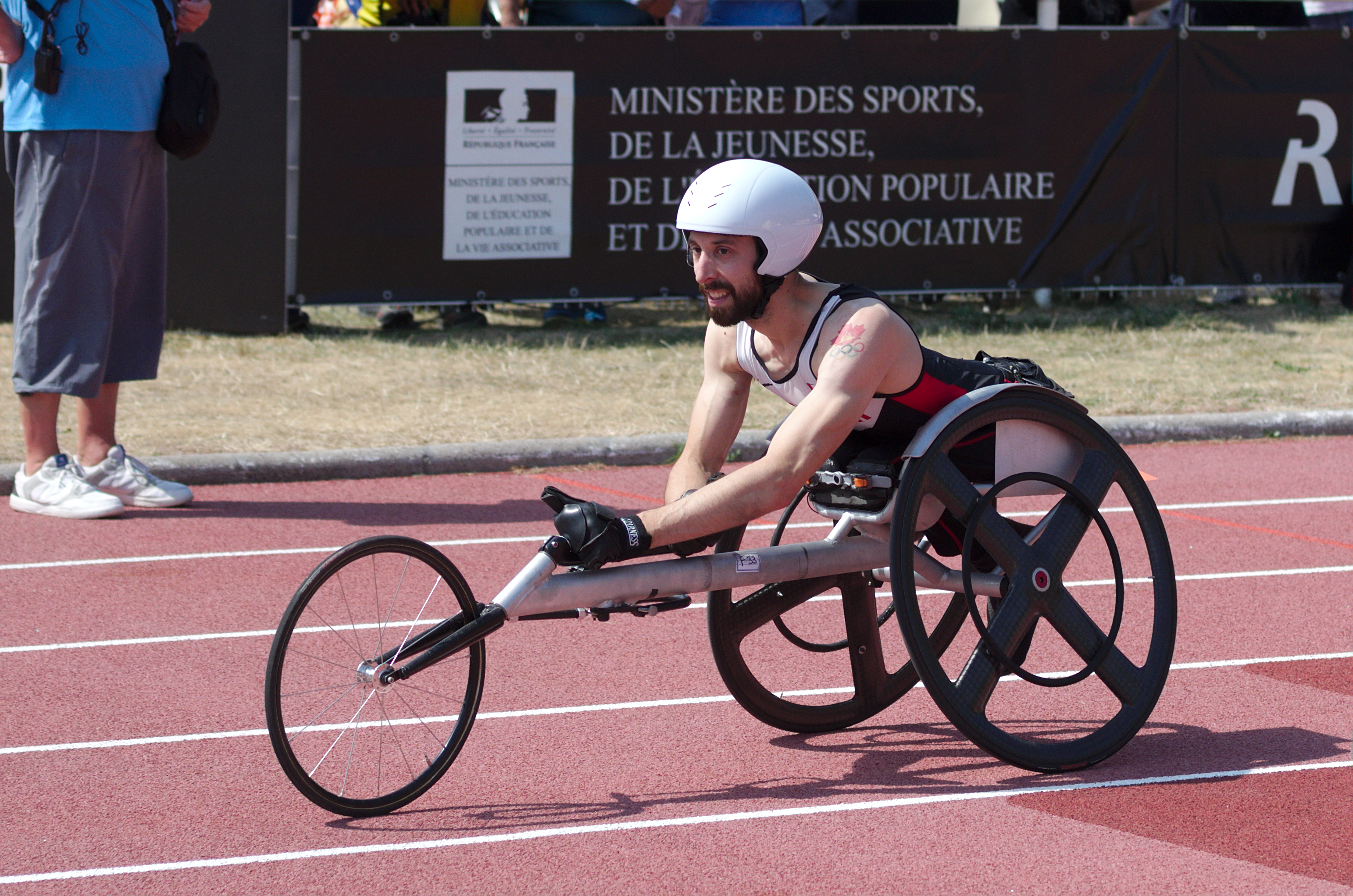
Brent Lakatos đã giành chiến thắng trong cuộc đua xe lăn nam.

Tất cả các cuộc đua đều diễn ra trong mưa lớn do bão Alex, và điều này đã hạn chế bất kỳ cơ hội phá kỷ lục thế giới nào tại sự kiện. Nỗ lực lập kỷ lục thế giới từng được cho là có thể thực hiện được nhờ đường đua marathon 2020 bằng phẳng.
Trong cuộc đua dành cho nữ, người chiến thắng năm 2019, Brigid Kosgei đã bảo vệ được danh hiệu của mình, chiến thắng với thời gian hơn ba phút. Kosgei tách ra từ nhóm tại 18 dặm (29 km) cuộc đua, và luôn dẫn đầu trong phần còn lại của cuộc đua. Cô đã hoàn thành trong thời gian 2:18:58. Ruth Chepng'etich đang chạy ở vị trí thứ hai cho đến khi bị Sara Hall vượt qua khoảng 150 mét (490 ft) cuối đến vạch đích. Hall về thứ hai và Chepng'etich về thứ ba. Vị trí thứ hai của Hall là lần đầu tiên một người Mỹ lọt vào tốp ba của cuộc thi Marathon Luân Đôn kể từ năm 2006, khi Deena Kastor giành chiến thắng trong cuộc đua. Natasha Cockram đã giành giải Người Anh về đích tốt nhất, mặc dù cô đang ở ngoài thời gian diễn ra vòng loại Olympic. Sau cuộc đua, Kosgei gọi đường đua Marathon Luân Đôn 2020 là "trần tục".
Trong cuộc đua nam, Shura Kitata đã giành chiến thắng trong phần đua nước rút trước Vincent Kipchumba và Sisay Lemma, những người lần lượt về nhì và ba. Kitata hoàn thành trong thời gian 2:05:41. Người chiến thắng năm 2019 Eliud Kipchoge đã về đích ở vị trí thứ tám sau khi rơi khỏi nhóm đầu với hai vòng chạy cuối. Đây là lần đầu tiên kể từ năm 2013, Kipchoge thua cuộc đua marathon, và sau cuộc đua, Kipchoge nói rằng anh ấy đã chạy 15 kilômét (9,3 mi) cuối cùng thì bị nghẹt tai. Jonathan Mellor giành giải người Anh về đích tốt nhất. Anh và Ben Connor đã hoàn thành tham gia vòng loại Olympic.
Cuộc đua xe lăn nam chiến thắng bởi Brent Lakatos người Canada trong một kết thúc nước rút với sáu vận động viên. Còn hai vòng nữa, Lakatos quyết định vượt lên dẫn đầu nhóm, và anh tiếp tục dẫn đầu cho đến khi về đích. David Weir và Marcel Hug lần lượt về nhì và ba, và Sho Watanabe, Jordi Madera, và Kota Hokinoue cũng tham gia vào chặng đua cuối cùng. Lakatos là người Canada đầu tiên về đích trên bục trong sự kiện xe lăn dành cho nam ở Marathon Luân Đôn trong 10 năm.
Nikita den Boer đã giành chiến thắng xe lăn nữ, cô về đích 82 giây trước Manuela Schär. Cặp đôi này đã dẫn đầu trong suốt cuộc đua cho đến khi cách đích khoảng 5 kilômét (3,1 mi), Boer dẫn trước khiến Schär không thể đuổi kịp. Jenna Fesemyer người Mỹ về thứ ba, kém Boer 12 phút. Đó là chiến thắng World Marathon Majors đầu tiên của Boer, và cô là người Hà Lan đầu tiên giành chiến thắng trong cuộc đua xe lăn Marathon London. Boer đã đánh bại thành tích cá nhân tốt nhất trước đó của chính cô với thời gian hơn 10 phút và nhờ chiến thắng này, cô ấy đã đủ điều kiện tham dự Paralympic Mùa hè 2020 bị trì hoãn. Schär đã thắng chín cuộc đua Marathon Quốc tế trước đó mà cô tham gia.

## Các kết quả

### Nam
| Vị trí | Vận động viên        | Quốc tịch | Thành tích |
| ------ | -------------------- | --------- | ---------- |
| 1      | Shura Kitata         | Ethiopia  | 02:05:41   |
| 2      | Vincent Kipchumba    | Kenya     | 02:05:42   |
| 3      | Sisay Lemma          | Ethiopia  | 02:05:45   |
| 4      | Mosinet Geremew      | Ethiopia  | 02:06:04   |
| 5      | Mule Wasihun         | Ethiopia  | 02:06:08   |
| 6      | Tamirat Tola         | Ethiopia  | 02:06:41   |
| 7      | Benson Kipruto       | Kenya     | 02:06:42   |
| 8      | Eliud Kipchoge       | Kenya     | 02:06:49   |
| 9      | Sondre Nordstad Moen | Na Uy     | 02:09:01   |
| 10     | Marius Kipserem      | Kenya     | 02:09:25   |
| 11     | Stephen Scullion     | Ireland   | 02:09:25   |
| 12     | Peter Herzog         | Áo        | 02:10:06   |
| 13     | Jonathan Mellor      | Anh Quốc  | 02:10:38   |
| 14     | Tristan Woodfine     | Canada    | 02:10:51   |
| 15     | Ben Connor           | Anh Quốc  | 02:11:20   |
| 16     | Juan Luis Barrios    | México    | 02:11:37   |
| 17     | Jared Ward           | Hoa Kỳ    | 02:12:38   |
| 18     | Joshua Griffiths     | Anh Quốc  | 02:13:11   |
| 19     | Chris Thompson       | Anh Quốc  | 02:13:32   |
| 20     | Charlie Hulson       | Anh Quốc  | 02:13:34   |

Nguồn:

### Nữ
| Vị trí | Vận động viên    | Quốc tịch | Thành tích |
| ------ | ---------------- | --------- | ---------- |
| 1      | Brigid Kosgei    | Kenya     | 02:18:58   |
| 2      | Sara Hall        | Hoa Kỳ    | 02:22:01   |
| 3      | Ruth Chepngetich | Kenya     | 02:22:05   |
| 4      | Ashete Bekere    | Ethiopia  | 02:22:51   |
| 5      | Alemu Megertu    | Ethiopia  | 02:24:23   |
| 6      | Molly Seidel     | Hoa Kỳ    | 02:25:13   |
| 7      | Gerda Steyn      | Nam Phi   | 02:26:51   |
| 8      | Sinead Diver     | Úc        | 02:27:07   |
| 9      | Darya Mykhaylova | Ukraina   | 02:27:29   |
| 10     | Valary Jemeli    | Kenya     | 02:28:18   |
| 11     | Edith Chelimo    | Kenya     | 02:29:03   |
| 12     | Ellie Pashley    | Úc        | 02:31:31   |
| 13     | Natasha Cockram  | Anh Quốc  | 02:33:19   |
| 14     | Naomi Mitchell   | Anh Quốc  | 02:33:23   |
| 15     | Tracy Barlow     | Anh Quốc  | 02:34:42   |
| 16     | Tish Jones       | Anh Quốc  | 02:36:25   |
| 17     | Lindsay Flanagan | Hoa Kỳ    | 02:37:16   |
| 18     | Bo Ummels        | Hà Lan    | 02:39:54   |

Nguồn:

### Xe lăn nam
| Vị trí | Vận động viên  | Quốc tịch   | Thành tích |
| ------ | -------------- | ----------- | ---------- |
| 1      | Brent Lakatos  | Canada      | 01:36:04   |
| 2      | David Weir     | Anh Quốc    | 01:36:06   |
| 3      | Marcel Hug     | Thụy Sĩ     | 01:36:08   |
| 4      | Sho Watanabe   | Nhật Bản    | 01:36:08   |
| 5      | Jordi Madera   | Tây Ban Nha | 01:36:09   |
| 6      | Kota Hokinoue  | Nhật Bản    | 01:36:11   |
| 7      | Rafael Botello | Tây Ban Nha | 01:44:48   |
| 8      | Heinz Frei     | Thụy Sĩ     | 01:52:42   |
| 9      | James Senbeta  | Hoa Kỳ      | 01:59:45   |

Nguồn:

### Xe lăn nữ
| Vị trí | Vận động viên          | Quốc tịch | Thành tích |
| ------ | ---------------------- | --------- | ---------- |
| 1      | Nikita den Boer        | Hà Lan    | 01:40:07   |
| 2      | Manuela Schär          | Thụy Sĩ   | 01:41:29   |
| 3      | Jenna Fesemyer         | Hoa Kỳ    | 01:52:16   |
| 4      | Patricia Eachus        | Thụy Sĩ   | 02:02:38   |
| 5      | Margriet van den Broek | Hà Lan    | 02:10:05   |

Nguồn:

## Cuộc chạy marathon ảo
Một sự kiện marathon ảo cũng được tổ chức để cho phép mọi người chạy cự ly marathon và ghi lại thời gian của chính họ. Cuộc đua ảo có phí tham gia, với tất cả số tiền thu được sẽ được dùng làm từ thiện. Những đấu thủ đã hoàn thành cuộc chạy marathon ảo vào ngày 4 tháng 10 và ghi lại nó trên ứng dụng chính thức sẽ nhận được huy chương, giống như cách họ hoàn thành cuộc thi Marathon Luân Đôn truyền thống. Thời gian từ cuộc đua ảo có thể được sử dụng cho những người muốn tham gia sự kiện tham gia đông đảo vào năm 2021. Cuộc thi Marathon Luân Đôn 2021 đã bị hoãn lại từ tháng 4 đến tháng 10 năm 2021, để tối đa hóa cơ hội có thể tổ chức một sự kiện tham gia đông đảo.